# Chuck (filme)
Chuck (bra: Punhos de Sangue; prt: The Bleeder - O Verdadeiro Campeão) é um filme estadunidense de 2016, do gênero drama biográfico, dirigido por Philippe Falardeau e escrito por Jeff Feuerzeig, Jerry Stahl, Michael Cristofer e Liev Schreiber, que também protagoniza. 
O filme retrata a vida do boxeador Chuck Wepner e sua luta em 1975 pelo título de campeão dos pesos pesados contra Muhammad Ali, que inspirou o personagem de Sylvester Stallone e o roteiro para o filme de 1976 Rocky.
A produção iniciou-se em 26 de outubro de 2015 em Suffern, Nova Iorque. Punhos de Sangue teve sua estreia mundial no Festival Internacional de Cinema de Veneza de 2016. O filme foi lançado em 5 de maio de 2017 pela IFC Films.

## Sinopse
Em 1975, o boxeador Chuck Wepner (Liev Schreiber) desafia o campeão dos meio-pesados, Muhammad Ali (Pooch Hall), para o título mundial.

## Elenco
- Liev Schreiber como Chuck Wepner, um boxeador.
- Angel Kolev como Jovem Chuck Wepner aos 18 anos de idade
- Naomi Watts como Linda, terceira esposa de Wepner.
- Elisabeth Moss , como Phyllis, segunda esposa de Wepner.
- Jim Gaffigan como João Stoehr, melhor amigo.
- Michael Rapaport como Don Wepner, irmão distante de Chuck.
- Boyan Bankov como o Jovem Don aos de 18 anos de idade.
- Pooch Hall , como Muhammad Ali, o campeão dos pesos pesados, cuja 1975 luta ganhou uma fama repentina para Wepner.
- Morgan Spector como Sylvester Stallone, o ator-roteirista que escreveu Rocky logo após a luta.
- Ron Perlman como Al Braverman, gerente e treinador de que o guiou para a luta com o Ali.
- Kelvin Hale como Charlie Educado, o parceiro de treino para a luta com Ali.
- Jason Jones como Arty
- Wass Stevens como Johnny Dicesare
- Sadie Pia como Kimberley
- Meld Ludwig Jovens Kimberley 18 anos de idade
- Marissa Rosa Gordon como Penélope (Garota de Bikini #2)

## Produção

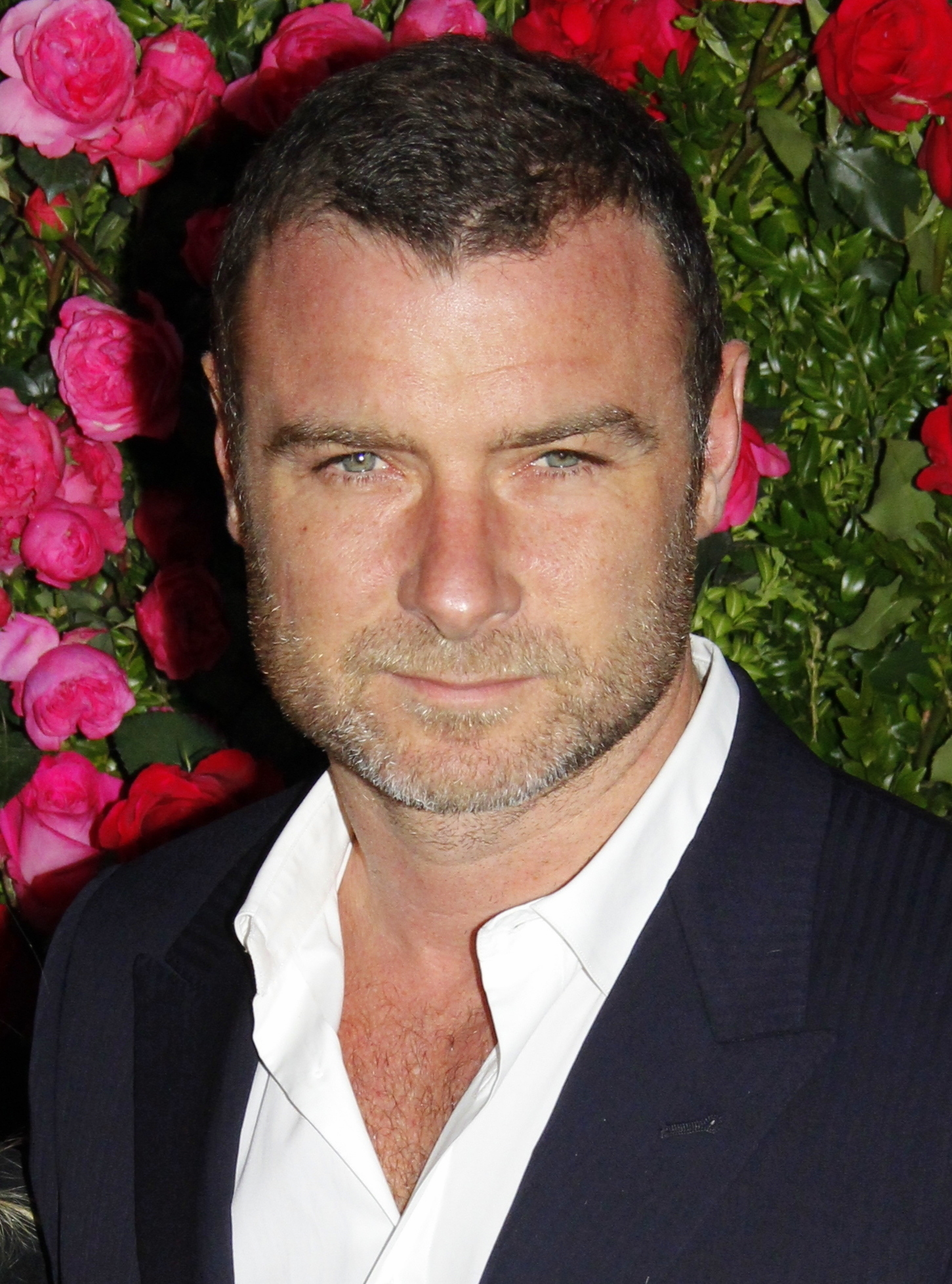
Liev Schreiber, que tinha sido escolhido para o projeto a cinco anos, retrata Chuck Wepner.

Em 10 de Maio de 2011, foi anunciado que Jeff Feuerzeig dirigiria o drama sobre boxe The Bleeder com base no roteiro que ele escreveu com Jerry Stahl, sobre a história verídica do boxeador Chuck Wepner. Michael Tollin e Carl Hampe foram escolhidos como produtores, enquanto Linda Zander Maxar Imagens foi chamado para financiar o filme. Christina Hendricks foi previamente colocada no filme, em um dos papéis principais. Em outubro de 2015, Liev Schreiber foi confirmado para fazer Wepner, que sempre quis retratar o papel, e tinha sido associado ao projeto, pelos últimos cinco anos, e Naomi Watts foi escalado para ser a sua terceira esposa, Linda Wepner. Liev Schreiber também produziria o filme junto com Tollin, Hampe, Christa Campbell, e Lati Grobman, com banners Mandalay Mídia esportiva e Campbell-Grobman Filmes. No dia 22 de outubro, 2015, Elisabeth Moss estava no elenco do filme, para ser sua segunda esposa, Phyllis Wepner, que estava com ele quando Wepner lutou Muhammad Ali.
Em 30 de outubro de 2015, o elenco adicional foi anunciado, incluindo Jim Gaffigan como João Stoehr, amigo leal de Wepner; Michael Rapaport como irmão distante; Pooch Hall como boxeador Ali,que em 1975 lutou com Wepner e o levou a fama repentina; e Morgan Spector como ator-roteirista Sylvester Stallone, que escreveu Rocky logo após a luta. Wepner alegou que ele havia inspirado que o personagem título do filme Rocky Balboa , mas Stallone nunca confirmou. Em 11 de novembro de 2015, Ron Perlman , é confirmado para ser Al Braverman, gerente e treinador de que o guiou para a luta pelo título com o Ali. Em 11 de novembro de 2015, a Remstar Filmes adquiriu a Canadense de direitos de distribuição para o filme.
A fotografia Principal do filme começou em 26 de outubro de 2015 em Suffern, Nova Iorque, onde algumas cenas foram filmadas no Teatro Lafayette . a Filmagem terminou em 4 de dezembro de 2015.

## Lançamento
O filme teve a sua estreia mundial no Festival de Cinema de Veneza , em 2 de setembro de 2016. Ele foi para a tela no Toronto International Film Festival, em 10 de setembro de 2016. Em setembro de 2016, a IFC Films e Showtime Networks adquiriu U. S direitos de distribuição para o filme. Ele também foi à tela no Festival de Cinema de Tribeca, em abril de 2017. Ele foi lançado em 5 de Maio de 2017.

## Recepção
No agregador de revisão do site Rotten tomatoes, o filme tem um índice de aprovação de 79%, com base em 70 avaliações, com uma classificação média de 6.8/10. No Metacritic o filme tem uma pontuação de 71 de 100 pontos baseado em 8 de críticos, indicando "críticas geralmente favoráveis". Glenn Kenny do NY Times encontrou desempenho favorável e escreveu:"Liev Schreiber não tem quase nenhuma semelhança física com o boxeador Chuck Wepner, mas ele é um ótimo ator, que faz esse retrato, em parte por meio de eufemismo."